# Centrophorus (poisson)
Genre
Centrophorus, les Centrophores, du grec Kentron (aiguillon) et phoros (qui porte), est un genre de squales, de la famille des Centrophoridae. Ce sont des requins à long museau, à peau très chagrinée, avec un piquant en avant de chaque nageoire dorsale. Leur peau fournit un des galuchats les plus estimés.

## Liste des espèces
- Centrophorus acus (Garman), 1906 - Requin chagrin aiguille
- Centrophorus atromarginatus (Garman), 1913
- Centrophorus granulosus (Bloch et Schneider, 1801) - Requin chagrin commun
- Centrophorus harrissoni (McCulloch), 1915 - Requin chagrin bilimélé
- Centrophorus isodon (Y.T.Chu,Q.W.Meng & J.X.Liu), 1981
- Centrophorus lusitanicus (Barbosa du Bocage & Brito Capello ), 1864 - Requin chagrin à longue dorsale
- Centrophorus moluccensis (Bleeker), 1860 - Requin chagrin cagaou
- Centrophorus niaukang (Teng), 1959 - Requin chagrin quelvacho
- Centrophorus robustus (S.M.Deng,G.Q.Xiong & H.X.Zhan), 1985
- Centrophorus seychellorum (Baranes), 2003
- Centrophorus squamosus (Bonnaterre), 1788 - Requin chagrin de l'Atlantique
- Centrophorus tessellatus (Garman), 1906 - Requin chagrin mosaïque
- Centrophorus uyato (Rafinesque), 1810 - Petit requin chagrin
- Centrophorus westraliensis (W.T.White,Ebert & Compagno), 2008
- Centrophorus zeehaani (W.T.White,Ebert & Compagno), 2008

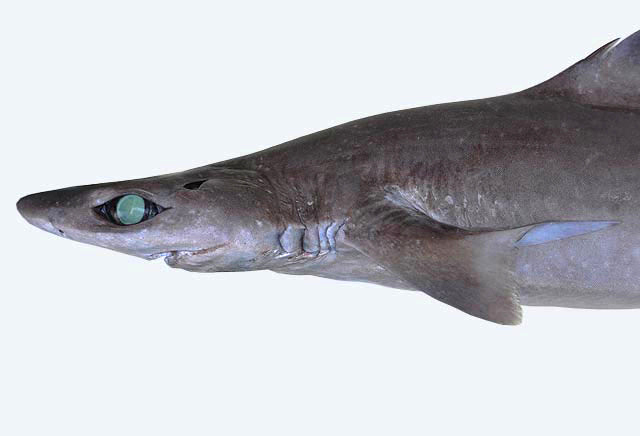
Tête de Centrophorus granulosus
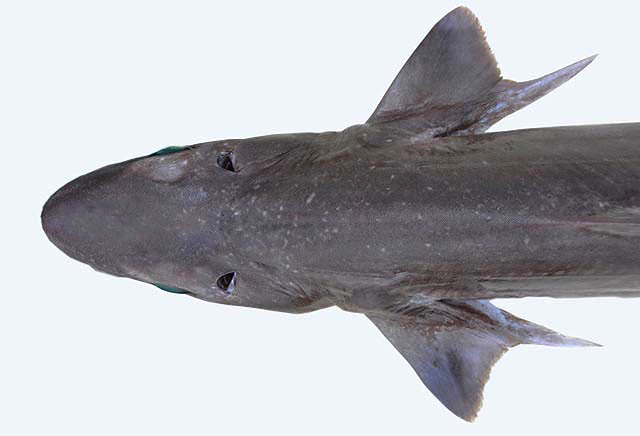
Vu du dessus
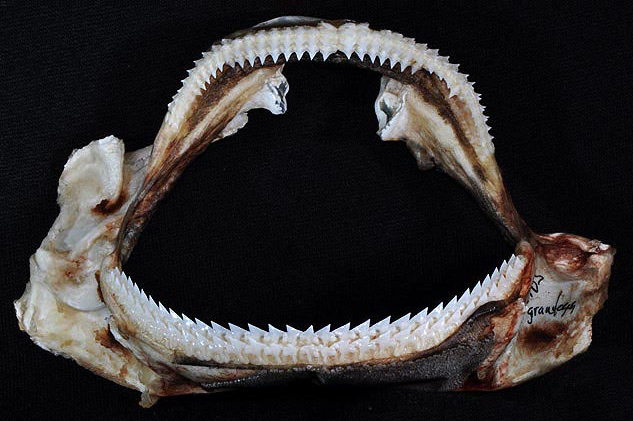
Mâchoire

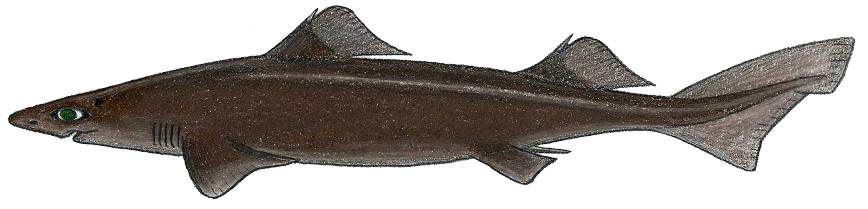
Centrophorus acus
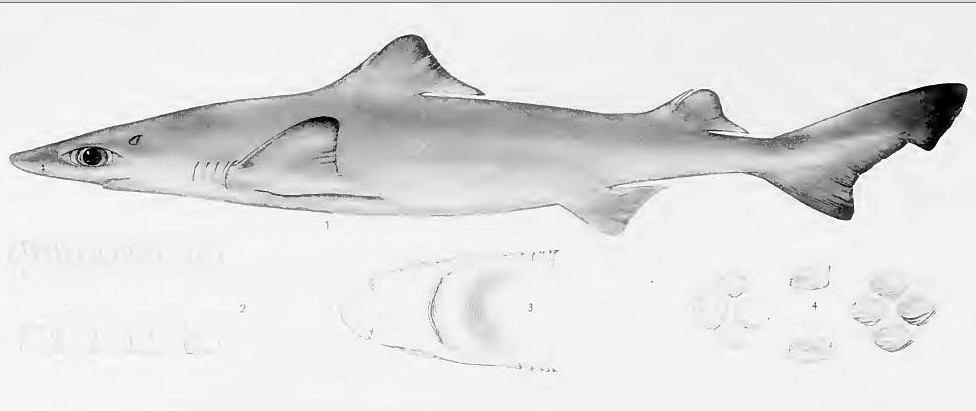
Centrophorus atromarginatus
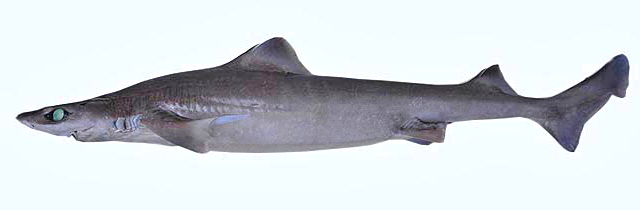
Centrophorus granulosus
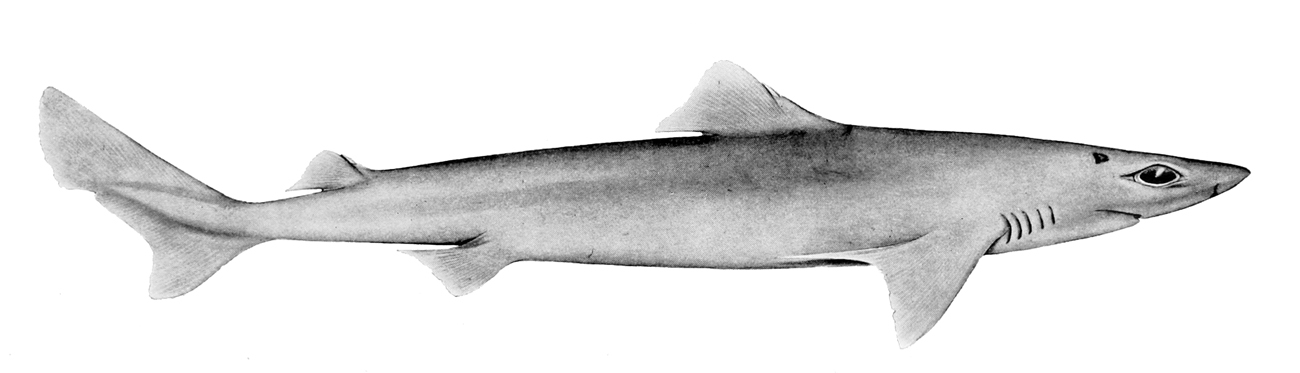
Centrophorus moluccensis
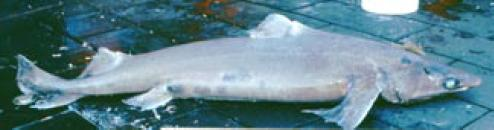
Centrophorus niaukang
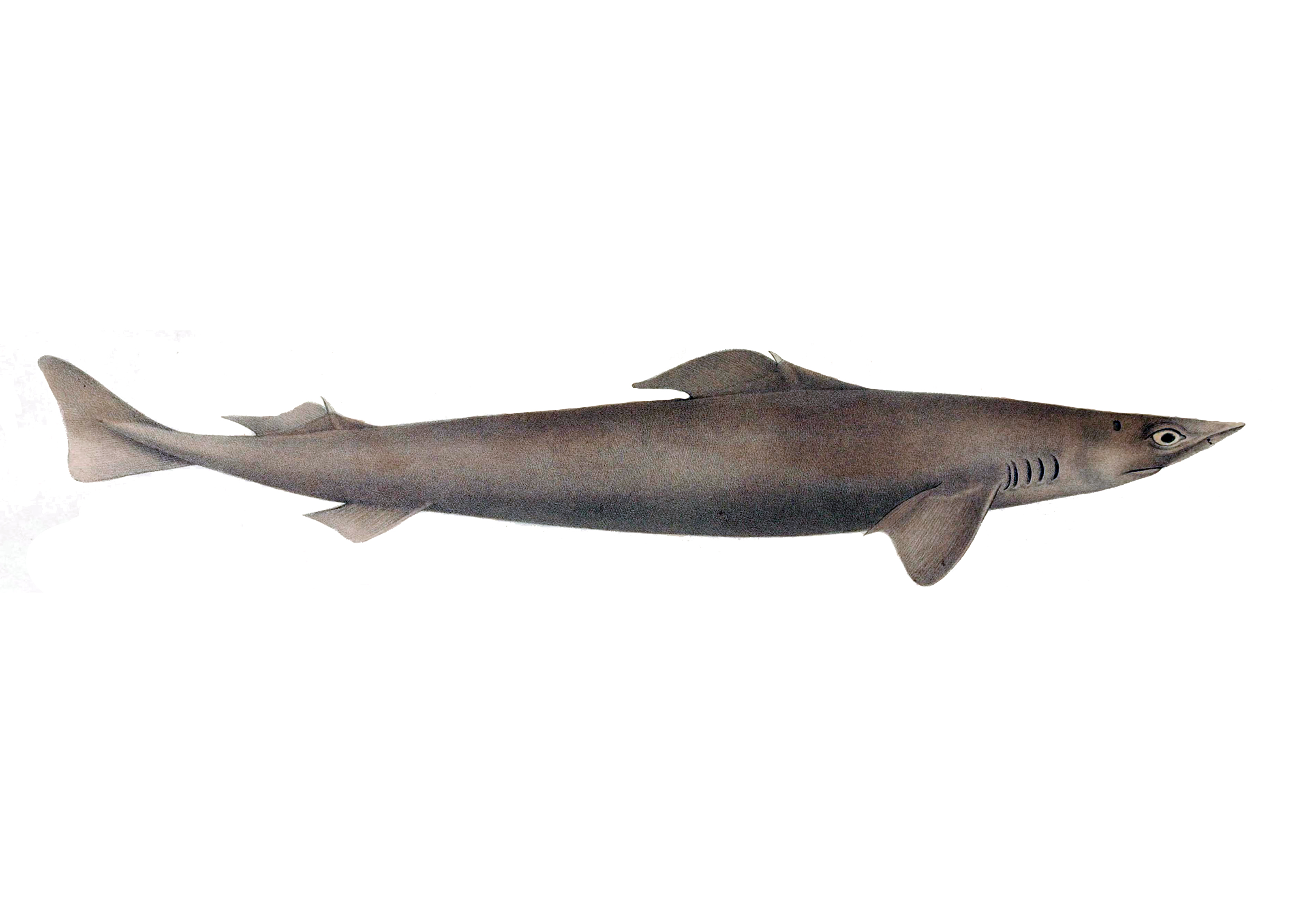
Centrophorus squamosus
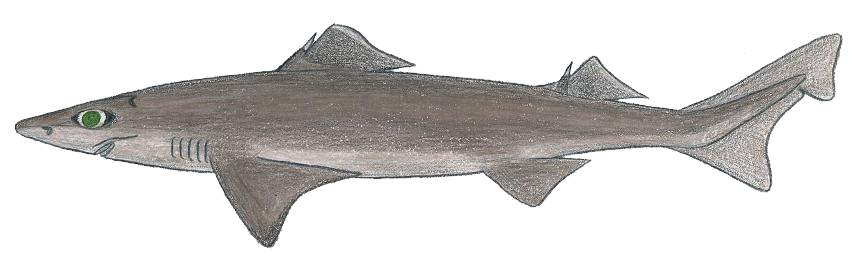
Centrophorus tessellatus